# La Pryor, Texas
La Pryor, Texas (енгл. La Pryor) насељено је место без административног статуса у америчкој савезној држави Тексас.

## Демографија
По попису из 2010. године број становника је 1.643, што је 152 (10,2%) становника више него 2000. године.
| Група             | 2000.         | 2010.         |
| Белци             | 166 (11,1%)   | 138 (8,4%)    |
| Афроамериканци    | 1 (0,1%)      | 21 (1,3%)     |
| Азијати           | 1 (0,1%)      | 0 (0,0%)      |
| Хиспаноамериканци | 1.316 (88,3%) | 1.487 (90,5%) |
| Укупно            | 1.491         | 1.643         |